# Arlington, Ohio
Arlington är en ort (village) i Hancock County i Ohio. Vid 2010 års folkräkning hade Arlington 1 455 invånare.